# El lápiz del carpintero (película)
El lápiz del carpintero es una película de cine española dirigida por Antón Reixa, basada en la novela homónima de Manuel Rivas publicada en 1998.

## Argumento
Febrero de 1936. El nuevo médico Daniel Da Barca (Tristán Ulloa) es un conocido intelectual socialista. La novia de Daniel es Marisa Mallo (María Adánez), hija de un contrabandista de ideas fascistas y que se opone a la relación de Marisa con el «políticamente peligroso». Poco antes de que estalle la Guerra Civil, el guardia Herbal (Luis Tosar) solicita que le encarguen el seguimiento de Daniel Da Barca al que, según dice, lo conoce bien. Así comienza la obsesiva persecución de Herbal, que se convierte en la sombra de Daniel Da Barca y de su novia Marisa. Cuando estalla la Guerra Civil, Daniel es brutalmente detenido y trasladado a la prisión de A Falcona, en Santiago de Compostela. Mientras Daniel está en prisión, Benito Mallo intenta que su hija Marisa se olvide de él y le presenta a Alejandro, un militar fascista a quien Benito considera el marido idóneo. Pero Marisa se niega a renunciar a su amor por Daniel y comienza una lucha desesperada por liberarle, aunque eso la ponga a ella misma en grave peligro. Y entonces su vida estará en manos de Herbal, el centinela que se debate entre la violencia y la conciencia, entre el odio y la admiración por Daniel Da Barca.

## Reparto
- Tristán Ulloa (Daniel Da Barca)
- Luis Tosar (Herbal)
- María Adánez (Marisa Mallo)
- Carlos Blanco Vila (Pintor)
- Nancho Novo (Zalo)
- María Pujalte (Beatriz)
- Manuel Manquiña (Benito Mallo)
- Anne Igartiburu (Madre Izarne 'monja')
- Maxo Barjas (Laura)
- Carlos Sobera (Landesa)
- Sergio Pazos (sargento Somoza)
- Xosé Manuel Esperante (Boldemir)

## Palmarés cinematográfico
- Premio al mejor actor y el del público en el Festival Internacional de Cine de Mar del Plata (2004).[cita requerida]

- Datos: Q8773922